# Saison 2022 de l'équipe cycliste Ineos Grenadiers
La saison 2022 de l'Équipe cycliste Ineos Grenadiers est la treizième de cette équipe.

## Coureurs et encadrement technique

### Effectif
| Coureur              | Date de Nais.      | Nationalité | Équipe en 2021      | Vict. | Cont. | Maillot dist.      |
| -------------------- | ------------------ | ----------- | ------------------- | ----- | ----- | ------------------ |
| Andrey Amador        | 29 août 1986       | Costa Rica  | Ineos Grenadiers    | 0     | 2022  |                    |
| Egan Bernal          | 13 janvier 1997    | Colombie    | Ineos Grenadiers    | 0     | 2026  |                    |
| Richard Carapaz      | 29 mai 1993        | Équateur    | Ineos Grenadiers    | 5     | 2022  | - Contre-la-montre |
| Jonathan Castroviejo | 27 avril 1987      | Espagne     | Ineos Grenadiers    | 0     | 2023  |                    |
| Laurens De Plus      | 4 septembre 1995   | Belgique    | Ineos Grenadiers    | 0     | 2023  |                    |
| Eddie Dunbar         | 1er septembre 1996 | Irlande     | Ineos Grenadiers    | 2     | 2022  |                    |
| Omar Fraile          | 17 juillet 1990    | Espagne     | Astana-Premier Tech | 0     | 2023  |                    |
| Filippo Ganna        | 25 juillet 1996    | Italie      | Ineos Grenadiers    | 6     | 2027  | - Contre-la-montre |
| Tao Geoghegan Hart   | 30 mars 1995       | Royaume-Uni | Ineos Grenadiers    | 0     | 2023  |                    |
| Ethan Hayter         | 18 septembre 1998  | Royaume-Uni | Ineos Grenadiers    | 6     | 2024  | - Contre-la-montre |
| Kim Heiduk           | 3 mars 2000        | Allemagne   | Lotto-Kern-Haus     | 0     | 2023  |                    |
| Michał Kwiatkowski   | 2 juin 1990        | Pologne     | Ineos Grenadiers    | 1     | 2025  |                    |
| Daniel Martínez      | 25 avril 1996      | Colombie    | Ineos Grenadiers    | 4     | 2023  | - Contre-la-montre |
| Jhonatan Narváez     | 4 mars 1997        | Équateur    | Ineos Grenadiers    | 0     | 2024  |                    |
| Tom Pidcock          | 30 juillet 1999    | Royaume-Uni | Ineos Grenadiers    | 1     | 2027  |                    |
| Luke Plapp           | 25 décembre 2000   | Australie   | Ineos Grenadiers    | 1     | 2024  | - Route            |
| Richie Porte         | 30 janvier 1985    | Australie   | Ineos Grenadiers    | 0     | 2022  |                    |
| Salvatore Puccio     | 31 août 1989       | Italie      | Ineos Grenadiers    | 0     | 2023  |                    |
| Brandon Rivera       | 21 mars 1996       | Colombie    | Ineos Grenadiers    | 0     | 2022  |                    |
| Carlos Rodriguez     | 2 février 2001     | Espagne     | Ineos Grenadiers    | 2     | 2023  | - Route            |
| Luke Rowe            | 10 mars 1990       | Royaume-Uni | Ineos Grenadiers    | 0     | 2023  |                    |
| Magnus Sheffield     | 19 avril 2002      | États-Unis  | Rally               | 3     | 2024  |                    |
| Pavel Sivakov        | 11 juillet 1997    | France      | Ineos Grenadiers    | 1     | 2023  |                    |
| Ben Swift            | 5 novembre 1987    | Royaume-Uni | Ineos Grenadiers    | 0     | 2023  |                    |
| Geraint Thomas       | 25 mai 1986        | Royaume-Uni | Ineos Grenadiers    | 1     | 2023  |                    |
| Ben Tulett           | 26 août 2001       | Royaume-Uni | Alpecin-Fenix       | 1     | 2024  |                    |
| Ben Turner           | 28 mai 1999        | Royaume-Uni | Trinity Racing      | 0     | 2023  |                    |
| Dylan van Baarle     | 21 mai 1992        | Pays-Bas    | Ineos Grenadiers    | 1     | 2022  |                    |
| Elia Viviani         | 7 février 1989     | Italie      | Cofidis             | 2     | 2024  |                    |
| Cameron Wurf         | 3 août 1983        | Australie   | Ineos Grenadiers    | 0     | 2022  |                    |
| Adam Yates           | 7 août 1992        | Royaume-Uni | Ineos Grenadiers    | 2     | 2022  |                    |

## Champions nationaux, continentaux et mondiaux
| Date            | Course                                             | Maillot | Coureurs         | Pays      | Lieu                     |
| --------------- | -------------------------------------------------- | ------- | ---------------- | --------- | ------------------------ |
| 16 janvier 2022 | Championnat d'Australie sur route                  |         | Luke Plapp       | Australie | Buninyong                |
| 10 février 2022 | Championnat de Colombie du contre-la-montre        |         | Daniel Martínez  | Colombie  | Pereira                  |
| 18 février 2022 | Championnat d'Équateur du contre-la-montre         |         | Richard Carapaz  | Équateur  | Quito                    |
| 22 juin 2022    | Championnat d'Italie du contre-la-montre           |         | Filippo Ganna    | Italie    | San Giovanni al Natisone |
| 23 juin 2022    | Championnat de Grande-Bretagne du contre-la-montre |         | Ethan Hayter     | Écosse    | Dumfries                 |
| 26 juin 2022    | Championnat d'Espagne sur route                    |         | Carlos Rodriguez | Espagne   | Palma                    |